# Jan Kwaśniewski
Jan Kwaśniewski (ur. 10 czerwca 1937 w Kielcach, zm. 16 maja 2019) – polski lekarz o specjalności: medycyna fizykalna i balneoklimatologia, propagator diety ubogowęglowodanowej i bogatotłuszczowej, nazwanej przez siebie żywieniem optymalnym człowieka (w połowie lat 90. upowszechniły się nazwy: dieta Kwaśniewskiego i dieta optymalna). 
Przynajmniej część poglądów propagowanych przez Jana Kwaśniewskiego jest niezgodna z aktualnym stanem wiedzy naukowej i spotyka się z krytyką środowiska akademickiego.

## Życiorys
W 1961 ukończył Wojskową Akademię Medyczną w Łodzi. Od 1965 do 1981 pracował w nowo otwartym oddziale balneologii i fizjoterapii Sanatorium Wojskowego w Ciechocinku, gdzie w latach 1969–1974 w Wojskowym Zespole Sanatoryjnym w Ciechocinku prowadził badania z zakresu leczenia neurastenii za pomocą prądów selektywnych stosowanych śródmózgowo (transcerberalnie). Badania te polegające poddawaniu pacjentów działaniu impulsów elektrycznych w okolicach oczu i potylicy, dotyczą m.in. odpowiedzi na działanie impulsem elektrycznym układu parasympatycznego – odpowiedzialnego za wydzielanie zwiększonej ilości śliny badanego. Badania były prowadzone wspólnie z Instytutem Elektroniki Kwantowej WAT, gdzie opracowano egzemplarz aparatu generującego prądy. Bazowały one na znanych przynajmniej od lat 40. prądach selektywnych pobudzających i zostało opisane przez E. Hanessge zarówno ich potencjalne zastosowanie terapeutyczne, jak i mechanizm działania prądów o danych parametrach. Znane są również inne zastosowania prądów tego typu jak udrażnianie naczyń krwionośnych czy jontoforeza. Badania przerwano w 1974 roku.
Opracowany aparat i badania prowadzone z jego użyciem w latach 1969–1974 Jan Kwaśniewski przedłożył, jako własny pod nazwą PENTAPLUS, w 1984, do oceny w Instytucie Balneoklimatycznym w Poznaniu oraz do dalszych instytucji gdzie otrzymał ocenę pozytywną. Aparat został wprowadzony na rynku 15 lat później jako PENTAPLUS, jak też pod innymi nazwami. Był zalecany przez zwolenników Kwaśniewskiego, mimo braku badań potwierdzających jego skuteczność, do zabiegów uzupełniający dietę.
W 1987 roku rozpoczął udzielanie porad ambulatoryjnych w budynku Willi Obywatelskiej w Ciechocinku mieszczącej się naprzeciwko budynku dawnego Oddziału Leczenia Chorób Metabolicznych Szpitala Uzdrowiskowego w Ciechocinku . W 1988 roku (lub w latach 1987–1988) Kwaśniewski udzielał tam porad osobom przebywającym w poszczególnych sanatoriach. Miejsce to zostało nazwane Arkadią w Ciechocinku i działa do dziś jako rodzaj Pensjonatu. W 1988 Kwaśniewski przeniósł się do niewielkiego motelu (20 miejsc noclegowych) mieszczącego się w Cedzynie koło Kielc gdzie powstała, działająca w latach 1988–1990 Akademia Zdrowia „Arkadia”, będąca prywatnym ośrodkiem wypoczynkowym, w którym Kwaśniewski pełnił rolę dyrektora i udzielał porad. Po sukcesie książki „Dieta Optymalna” zostało powołane, w 1998 roku, Ogólnopolskie Stowarzyszenie Optymalnych, które reaktywowało idee Arkadii w postaci rekomendowanych domów wczasowych, hoteli lub ośrodków udzielających porad ambulatoryjnych.
W 2005 w pracy U źródeł diety niskowęglowodanowej, biochemik Włodzimierz Ponomarenko zarzucił Janowi Kwaśniewskiemu plagiat z książki Hermana Tallera Kalorie się nie liczą, wydanej w roku 1961.
Jan Kwaśniewski w 2010 roku wycofał się z życia publicznego, jednak w latach 2010–2015 w jego imieniu wypowiadał się jego syn Tomasz Kwaśniewski.

## Propagowanie diety ubogowęglowodanowowej/bogatotłuszczowej
Po przerwaniu, w 1974, badań z zakresu stymulacji elektrycznej prowadzonych w Sanatorium Wojskowym w Ciechocinku w ich miejsce rozpoczął badania z zakresu żywienia, przemiany materii i metabolizmu (w działającej w latach 1975–1981 klinice metabolizmu). Jednak badania nad metabolizmem w szpitalu w Ciechocinku prowadzone były przynajmniej już od dwóch lat (1972–1974). Początkowo (1974) badania miały dotyczyć tematu: Wpływ odżywiania na biologiczną i kulturową ewolucję człowieka. Jednak później (1976) Kwaśniewski, na podstawie literatury zagranicznej, zaproponował badania nad skutecznością diety odchudzającej i przeciwdziałającej chorobom cywilizacyjnym, polegającą na eliminacji węglowodanów. Jednak dalsze badania zidentyfikowały współistnienie nadwagi u chorych na neurastenie lub wzrost wagi u osób z nerwicami w czasie pobytu w sanatorium. Kwaśniewski zaproponował wówczas, oprócz elektrostymulacji, zmianę modelu żywieniowego poprzez zmniejszenie ilości spożywanych węglowodanów u osób z nerwicami.
Dieta miała być również pomocna w leczeniu miażdżycy zrostowej kończyn dolnych (6 miesięczna kuracja, badano wyłącznie mężczyzn), jednak to co początkowo uznano za miażdżycę było zakrzepowo-zarostowym zapaleniem naczyń, którego podstawową przyczyną jest palenie tytoniu, i której leczenie opiera się na całkowitym zaprzestaniu palenia, żucia lub wchłaniania tytoniu.
W 1976 roku, Kwaśniewski złożył wniosek na finansowanie badań nad proponowaną przez siebie dietą. We wniosku zaproponował proporcje żywieniowe określone między białkiem, tłuszczem i węglowodanami, które według niego były najkorzystniejsze dla osób z nadwagą lub otyłością wynikającą ze stresu lub nerwic. Proporcje te stały się podstawą ubogowęglowodanowej diety odchudzającej nazwanej żywieniem optymalnym, a potocznie dietą Kwaśniewskiego. Pierwotna wersja zakładała ograniczenie węglowodanów do 20% sumy spożywanych białek, tłuszczów i węglowodanów, później zmodyfikowane do założenia, że udział węglowodanów w diecie będzie na poziomie 15%. Wniosek nie został przyjęty i badanie nad dietą nie zostały formalnie przeprowadzone. Badania nie były prowadzone również po 1981 ze względu na przekształcenie sanatorium w 22 Szpital Wojskowy.
Kwaśniewski twierdzi, że dieta została przez niego przebadana w latach 1987–1990 w ambulatorium w Ciechocinku oraz prywatnym ośrodku Akademia Zdrowia „Arkadia” w Cedzynie. Diecie miało zostać poddanych 1655 osób przez okres 2 lub 3 tygodni. Kwaśniewski stwierdza, osoby te były przeważnie chore na choroby nieuleczalne (bez sprecyzowania jakie) i nigdy nie zaobserwowano pogorszenia stanu zdrowia, a wielu przypadkach odnotowano poprawę i zmniejszenia zapotrzebowania na leczenie farmakologiczne. Badania te nie są udokumentowane.
Przed rokiem 1991 dieta proponowana przez Kwaśniewskiego nie była popularna. Po opublikowaniu piramidy odżywiania, zawierającej zalecenie ograniczenia tłuszczów w diecie, popularność zaczęły zyskiwać diety alternatywne, w tym dieta Kwaśniewskiego. Do dalszej popularyzacji przyczyniły się publikacje w Dzienniku Zachodnim, w 1996 felietony pod tytułem „Tłuste Życie”, a od stycznia 1997 do maja 2000 roku cykl „porad dra Kwasniewskiego” w formie odpowiedzi na listy czytelników, prowadzona wspólnie z ówczesnym redaktorem naczelnym Dziennika Zachodniego Markiem Chylińskim. Dodatkowo Marek Chyliński jest współautorem, wraz z Janem Kwaśniewskim, wydania I (z 1996 roku) i wydania II (1997) książki „Dieta optymalna” oraz książki „Dieta optymalna – dieta idealna” (2004).

## Propagowanie diety ubogotłuszczowej
Kwaśniewski twierdził, że dietą alternatywną wobec propagowanej przez niego diety ubogowęglowodanowej i wysokotłuszczowej ma być wysokowęglowodanowa i ubogotłuszczowa dieta japońska, w której proporcje między białkiem, tłuszczem, a węglowodanami są odwrotnością diety optymalnej i wynoszą B:T:W 1:0,5:3,5. Uważał, że dietę japońską powinny stosować osoby, które z różnych względów nie chcą lub nie mogą spożywać dużej ilości tłuszczu. Był zwolennikiem zasady „nie mieszania paliw”, czyli węglowodanów z tłuszczami w żywieniu człowieka.

## Kontrowersje
Kwaśniewski propagował nadmiernie uproszczony, jednoczynnikowy model powstawania większości chorób. Uważał, że u każdego człowieka można spowodować wystąpienie zachorowania na prawie każdą chorobę, odżywiając go w sposób stanowiący przyczynę tej choroby (wliczając m.in. choroby zakaźne i genetyczne). Twierdził, że dieta bogata w nasycone kwasy tłuszczowe i uboga w węglowodany leczy prawie wszystkie choroby.
Uważał, że stosując dietę wysokotłuszczową, pomimo regularnego spożywania niewielkich dawek alkoholu, nie można wpaść w alkoholizm, natomiast przejście na taką dietę może być leczeniem przyczynowym osoby już uzależnionej.
Głosił pogląd, że promieniowanie elektromagnetyczne emitowane przez silniki elektryczne jest szkodliwe dla człowieka.
Zalecał okresową głodówkę lub ograniczenie spożycia węglowodanów do 30 gramów na dobę lub mniej jako jedyne skuteczne metody leczenia raka, podczas gdy były to co najwyżej metody eksperymentalne i uzupełniające o nieznanej skuteczności. Tym samym odwodził pacjentów od poddawania się konwencjonalnym sposobom leczenia takim jak radioterapia czy chemioterapia. Ponadto uważał, że przejście na proponowany przez niego sposób żywienia bezwarunkowo chroni przed chorobami nowotworowymi.
Kwaśniewski uważał, że dieta wysokotłuszczowa odtwarza sposób żywienia się autorów Biblii. Sądził, że inny sposób żywienia nie pozwala na prawidłową pracę mózgu, co uniemożliwia zrozumienie zawartych w niej treści. Tym samym postulował powrót do takiego samego sposobu odżywiania.
Uważał, że stosowanie diety wegetariańskiej (nazywanej przez niego dietą pastwiskową) bezwarunkowo uniemożliwia zachorowanie na miażdżycę.

## Publikacje
- Jak nie chorować
- Żywienie optymalne
- Dieta optymalna
- Tłuste życie
- Dieta optymalna – dieta idealna
- Dieta optymalna dra Jana Kwaśniewskiego – Książka kucharska
- Odpowiedzi na listy, część I
- Odpowiedzi na listy, część II
- Odpowiedzi na listy, część III
- Krótka instrukcja obsługi człowieka, wyd. 2008